# دایره بانامبا
دایره بانامبا (به لاتین: Banamba Cercle) یک منطقهٔ مسکونی در مالی است که در استان کولیکورو واقع شده‌است. دایره بانامبا ۷٬۵۰۰ کیلومتر مربع مساحت و ۱۹۰٬۲۳۵ نفر جمعیت دارد.